# Falu domsagas valkrets
Falu domsagas valkrets var vid valen 1866-1893 till andra kammaren en egen valkrets med ett mandat. Valkretsen (som inte omfattade Falu stad, som ingick i Falu, Hedemora och Säters valkrets) delades inför valet 1896 i Falu domsagas norra tingslags valkrets (ungefär motsvarande dagens Falu kommun) och Falu domsagas södra tingslags valkrets (ungefär motsvarande dagens Borlänge kommun). 

## Riksdagsmän
- Carl Liljenmark (1867–1869)
- Anders Andersson, lmp (1870–1878)
- Anders Hansson,  gamla lmp 1888–1894, lmp 1895–1896 (1879–1896)